# チャンピオンマンガ科
『チャンピオンマンガ科』（チャンピオンマンガか）は、秋田書店発行の漫画雑誌『週刊少年チャンピオン』で藤子不二雄を講師として1970年から1972年まで連載されていた漫画の描き方講座である。

## 概要
1970年7号（4月1日号、開始時は隔週刊）から、原則として1回当たり5ページ（扉絵込みで本編3ページ・『マンガ道』2ページ）で連載された。掲載誌各号の巻末目次においては連載漫画の扱いではなく、読物記事とされている。各回のカウントは「第○課」。
主執筆者は安孫子素雄（藤子不二雄Ⓐ）だが『パーマン』や『21エモン』など藤本弘（藤子・F・不二雄）の作例が掲載されることもあった。また、連載終盤では安孫子と藤本が中学生の時に作った同人誌『少太陽』が紹介されている。
連載2回目からは後半の2ページが『漫画家修行 マンガ道』と題した講師の自伝的な内容の漫画となり、後年にこの部分がまとめられて『まんが道』第1部「あすなろ編」となった。掲載誌発行元の秋田書店が「新入門百科」の1冊として書籍化したのは『まんが道』の部分のみで、講座部分は1976年に若木書房「ものしりシリーズ100」から『まんが 入門編』と『実技編』の全2巻で刊行された。1984年に創刊した中央公論社の『藤子不二雄ランド』では、各巻の巻末連載扱いで『藤子不二雄まんがスクール』の題名で加筆・訂正を施して再掲され、1986年に「レーベル通巻100冊達成記念」として別巻（F・Fランドスペシャル）で収録されている。
漫画制作の解説本コレクターとしても知られ、2015年に『暇なマンガ家が「マンガの描き方本」を読んで考えた「俺がベストセラーを出せない理由」』を刊行した漫画家の上野顕太郎は数ある「マンガの描き方本」の中でも『まんが 入門編・実技編』を特に高く評価しており、アニメーション作家の稲葉卓也も小学生の頃に購入した『藤子不二雄まんがスクール』を今なお実務で参照することをインタビューで明かしている。

## 内容
各回のタイトルは若木書房版による。F・Fランドスペシャル版『藤子不二雄まんがスクール』では、実技編に若干の追加がある（91以降のカッコ内がFFランド版の番号。1〜90は共通）。

### 入門編
| 回数 | タイトル                                           |
| ---- | -------------------------------------------------- |
| 1    | きみもマンガがかける①                              |
| 2    | きみもマンガがかける②                              |
| 3    | 道具がなくてはマンガがかけない                     |
| 4    | 原稿用紙はゼイタクに                               |
| 5    | 道具はうまく使え                                   |
| 6    | マンガをかきたくなる環境をつくろう                 |
| 7    | 資料集めも技術のうち                               |
| 8    | 資料をうまく使おう                                 |
| 9    | アイデアがなくてはマンガはかけない                 |
| 10   | マンガを字でかく                                   |
| 11   | アイデアをコマわりする                             |
| 12   | 話題のニュースからアイデアちょうだい               |
| 13   | 珍コレクションもアイデアの素                       |
| 14   | 珍発明はマンガのくんれん                           |
| 15   | アイデアのもとから作品となるまで                   |
| 16   | 人の一生はドラマだ                                 |
| 17   | 自分の経験をマンガにしよう                         |
| 18   | 自分の夢をマンガ化しよう                           |
| 19   | 人の性格もマンガになる                             |
| 20   | フィクションとノンフィクション                     |
| 21   | つくったものにリアリティーを                       |
| 22   | いったことのない所やったことのないことをかくときは |
| 23   | ストリーには心（しん）がいる                       |
| 24   | 一コママンガから長編まで                           |
| 25   | 作品のタイトルは名前なのだ                         |
| 26   | 扉は作品の顔である                                 |
| 27   | セリフはだいじ                                     |
| 28   | セリフにも下がきがいる                             |
| 29   | ナレーションはただの説明にしないで                 |
| 30   | 下がきのかき方にもいろいろある                     |
| 31   | 下がきのとり方                                     |
| 32   | ペン入れは線に注意                                 |
| 33   | ペンタッチのいろいろ                               |
| 34   | キャラクターは作品の顔だ                           |
| 35   | キャラクターにモデルを使おう                       |
| 36   | ワキ役に注意                                       |
| 37   | 顔の研究                                           |
| 38   | 顔もだいじだがスタイルもだいじ                     |
| 39   | コスチュームももちろんだいじ                       |
| 40   | 女の子をかわいくかけるととくである                 |
| 41   | マンガの中で衣装ディザイナーになろう               |
| 42   | 人のからだは自由に動く                             |
| 43   | とまっているものを動かす                           |
| 44   | 映画構図と舞台構図                                 |
| 45   | 映画監督のつもりでマンガをかこう                   |
| 46   | 動きのない場面はむずかしい                         |
| 47   | 動きのつぎには間をつくれ                           |
| 48   | 物のかたちを正確につかむには                       |
| 49   | アッサリかくことはむずかしい                       |
| 50   | 背景もだいじな登場人物だ                           |
| 51   | 背景のほうが人間よりだいじなこともある             |
| 52   | ゆがんだ背景もテクニックのひとつ                   |
| 53   | 建物もだいじなキャラクター                         |
| 54   | 木一本で道具も変わる                               |
| 55   | 背景をかくときは遠近法で                           |
| 56   | マンガは白と黒の二色カラーだ                       |
| 57   | 影をうまく使おう                                   |
| 58   | 書文字をバカにするな                               |
| 59   | スクリーン・トーンの使い方                         |
| 60   | 原作つきマンガのすすめ                             |
| 61   | 盗作やって勉強しよう                               |

### 実技編
| 回数     | タイトル                               |
| -------- | -------------------------------------- |
| 62       | ギャグ道か劇画道か                     |
| 63       | まずミニ・キリをかこう                 |
| 64       | ギャグは自分にあうものを               |
| 65       | ギャグは連鎖反応で                     |
| 66       | 選手が変わればギャグも変わる           |
| 67       | ギャグのセリフについて                 |
| 68       | 男はだまってサイレント・ギャグ         |
| 69       | ドタバタマンガをかこう                 |
| 70       | オチがギャグのラストをしめる           |
| 71       | なんでもかんでもギャグ化               |
| 72       | オカシサとコワサは紙一重               |
| 73       | ブラック・ユーモアとは                 |
| 74       | ギャグと劇画をいっしょに               |
| 75       | 劇画タッチはリアルなタッチ             |
| 76       | 写真そのままではダメ                   |
| 77       | カッコいいだけが劇画ではない           |
| 78       | 推理マンガはむずかしい                 |
| 79       | 写真マンガにセンスをつくる             |
| 80       | 女の子を自由にかきこなす               |
| 81       | 少女マンガを研究しよう                 |
| 82       | 仮面の魅力とは                         |
| 83       | カバのさかだち                         |
| 84       | 怪物づくりは頭の体操                   |
| 85       | ヘンシーンのいろいろ                   |
| 86       | アニメーションに学ぼう                 |
| 87       | アニメーションの動きとマンガの動き     |
| 88       | マンガがテレビになるまで               |
| 89       | 漫景をかいてみよう                     |
| 90       | わが町をマンガ・ルポしよう             |
| (91)     | ハワイのアイディアまんが家たち         |
| (92)     | アメリカン・コミックのできるまで       |
| 91(93)   | ルポ・マンガのコツ                     |
| 92(94)   | ルポ・マンガではマンガのつよみをだそう |
| 93(95)   | マンガチックな図鑑をつくってみよう     |
| 94(96)   | カットはマンガセンスを養う             |
| 95(97)   | ハメ絵でたのしく                       |
| (98)     | 図解もまんがの一種                     |
| 96(99)   | 似顔をかこう                           |
| 97(100)  | マンガ日記をつけよう                   |
| 98(101)  | 年賀状にもマンガをかこう               |
| 99(102)  | ひとりでも同人雑誌をつくれる           |
| (103)    | 三代でまんががどう変わったか           |
| 100(104) | マンガ家への道                         |

## 書誌情報
『漫画家修行 マンガ道』部分の書誌情報はまんが道#単行本を参照。
若木書房版
- 若木書房〈ものしり100シリーズ〉15・16

1. まんが 入門編 きみもまんががかける！ 1976年6月20日初版 全国書誌番号:76001456
2. まんが 実技編 プロまんが家への道 1976年9月20日初版 全国書誌番号:76001457

『実技編』には藤子Ⓐ「トキワ荘物語」（初出：虫プロ商事『COM』1969年12月号）、藤子F『スタジオ・ボロ物語』（初出：集英社『別冊少年ジャンプ』1973年9月号）を収録。
F・Fランドスペシャル版
- 『藤子不二雄まんがスクール』中央公論社〈中公コミックスF・Fランドスペシャル〉

1986年8月29日初版 ISBN 4-12-410310-7
巻末に作例解説付きで藤子Ⓐの短編『不思議町怪奇通り』と藤子F『ドラえもん』の「地球製造法」を掲載。

## 関連書籍等
まんがのかき方全百科
「藤子不二雄」名義による漫画制作の教則本としては、他に小学館が1979年に刊行したコロタン文庫(34)『まんがのかき方全（オール）百科』がある。本文中の作例は藤子Ⓐと藤子Fの両方の作品から採られているが、本編中の漫画は方倉陽二が描いている。
- 藤子不二雄『まんがのかき方全百科』小学館〈コロタン文庫〉34

1979年7月20日初版 ISBN 4-09-281034-2
藤子不二雄Ⓕまんがゼミナール
藤子Ⓐと藤子Fが「藤子不二雄」の共有名義を1987年に解消した直後の1988年に、小学館から『藤子不二雄Ⓕまんがゼミナール』が刊行された。初版では1年間しか使用しなかった「藤子不二雄Ⓕ」名義を冠しているが、重版分から「藤子・F・不二雄」に改題されている。2014年には藤子・F・不二雄大全集で『恐竜ゼミナール』と併せて収録された。
- 『藤子不二雄Ⓕまんがゼミナール』小学館〈てんとう虫ブックス〉

1988年8月20日初版 ISBN 4-09-230513-3
- 『藤子・F・不二雄 まんがゼミナール/恐竜ゼミナール』小学館〈藤子・F・不二雄大全集〉

2014年7月25日初版 ISBN 978-4-09-141810-4
藤子不二雄Ⓐのまんが入門
1989年に大陸書房から発売された全2巻のビデオ教材で、藤子Ⓐ本人が講師役として出演している。ビデオ中で登場するオリジナルキャラクターのガンマ君も藤子Ⓐのデザインで、声は野沢雅子。
収録時間は基礎編・実践編とも各30分で、1巻当たり1800円と当時のビデオ教材としては低廉な価格帯での発売だった。
- 『藤子不二雄Ⓐのまんが入門』大陸書房〈PYRAMID VIDEO BOOKS〉、全2巻

1. 基礎編 1989年2月13日発売 ISBN 4-8033-1924-3
2. 実践編 1989年2月13日発売 ISBN 4-8033-1925-1